# Geneva (Nova York)
Geneva és una població dels Estats Units a l'estat de Nova York. Segons el cens del 2000 tenia 13.617 habitants.

## Demografia
Segons el cens del 2000, Geneva tenia 13.617 habitants, 5.014 habitatges, i 2.933 famílies. La densitat de població era de 1.234,2 habitants/km².
Dels 5.014 habitatges en un 29,5% hi vivien nens de menys de 18 anys, en un 38,6% hi vivien parelles casades, en un 15,9% dones solteres, i en un 41,5% no eren unitats familiars. En el 34,1% dels habitatges hi vivien persones soles el 14,8% de les quals corresponia a persones de 65 anys o més que vivien soles. El nombre mitjà de persones vivint en cada habitatge era de 2,35 i el nombre mitjà de persones que vivien en cada família era de 3,03.
Per edats la població es repartia de la següent manera: un 23,2% tenia menys de 18 anys, un 18,9% entre 18 i 24, un 24,3% entre 25 i 44, un 18,1% de 45 a 60 i un 15,5% 65 anys o més.
L'edat mediana era de 32 anys. Per cada 100 dones de 18 o més anys hi havia 84,5 homes.
La renda mediana per habitatge era de 31.600 $ i la renda mediana per família de 41.224 $. Els homes tenien una renda mediana de 31.315 $ mentre que les dones 23.054 $. La renda per capita de la població era de 15.609 $. Entorn del 13,7% de les famílies i el 17,5% de la població estaven per davall del llindar de pobresa.

## Poblacions més properes
El següent diagrama mostra les poblacions més properes.